# Deposito locomotive di Napoli Smistamento
Il deposito locomotive di Napoli Smistamento (in origine Napoli Sperone) è un'infrastruttura di ricovero, sosta, manutenzione e rifornimento di locomotive ed automotrici delle Ferrovie dello Stato.

## Storia
All'atto dell'istituzione delle Ferrovie dello Stato, nel 1905, presso la stazione di Napoli Centrale esisteva un deposito locomotive, comprendente un'officina e due rimesse, delle quali una della ex Rete Adriatica e una della ex Rete Mediterranea.
L'incremento del traffico e il rinnovamento del parco trazione avviato dalla neoistituita azienda ferroviaria generarono la necessità di un nuovo deposito, che per l'indisponibilità di spazio nell'area della stazione Centrale fu ubicato in località Sperone, alla confluenza delle linee per Roma e per Salerno.
Il deposito comprendeva due rimesse semicircolari con 50 binari ciascuna irradiantisi da due piattaforme girevoli.
Nel 1931, a seguito dell'elettrificazione della linea per Benevento e Foggia, il deposito fu adattato alle necessità della trazione elettrica a corrente continua.
Ulteriori adeguamenti seguirono, a partire dal 1935, l'introduzione delle automotrici Diesel.

## Dotazione
Il deposito era dotato di varie locomotive elettriche, tra cui le E.428, E.626, E.424, E.646, E.636, E.656, E.652, E.402B ed E.464.